# Jacob Shallus
Jacob Shallus (eller Shalus; 1750 – 18. april 1796) var manden, der nedskrev USA's forfatning. Det håndskrevne dokument udstilles på National Archives Building i Washington.
Shallus var søn af de tyske immigranter Valentine Schallus og Frederica Catherina.
Shallus blev betalt $30 for sit arbejde.

## Eksterne links
- Prologue Winter 2002, Vol. 34, No. 4, Travels of the Charters of Freedom
- National Park Service Educational Document Arkiveret 10. maj 2007 hos  Wayback Machine
- History of Penmanship Arkiveret 22. november 2013 hos  Wayback Machine